# Byron Wilson Pereira de Albuquerque
Byron Wilson Pereira de Albuquerque (Manaos, 10 de febrero de 1932 - Manaos, 13 de octubre de 2003) fue un botánico brasileño. Se graduó en el "Colégio Estadual do Amazonas", y obtuvo el título de Mestre em Ciências Biológicas, área de concentración en Botánica Tropical, en 1963, en el "Instituto Nacional de Pesquisas da Amazônia".

## Algunas publicaciones
- Albuquerque, bwp. 1967. Uma nova espécie de Rutaceae. Atas da Sociedade de Biologia do Rio de Janeiro, Rio de Janeiro, 11(2): 51-52
- ----. 1968. Contribuição ao conhecimento de Aspidosperma album (Vahl) R. Ben.e A. obscurinervium Azamb., da Amazônia — Apocynaceae. Publ. INPA, sér. Bot., 26: 1-16, 34 fig.
- ----. 1968. Rutaceae do Estado da Guanabara. Anais da Academia Brasileira de Ciências. 40 (4): 499-530, 5 est.
- ----. 1968. Novas Rutaceae da Amazônia. Publ. INPA, ser. Bot., 27: 1-15, 11 fig.
- ----. 1969.Contribuição ao estudo da nervação foliar das Fagaras da Amazônia (Rutaceae). Resumo em Ciência e Cultura, 21 (2): 436.
- ----. 1969. Contribuição ao estudo da nervação foliar de planta da flora amazônica. Bol. INPA, Manaus, ser. Bot. 33: 1-18, 56 fig.
- ----. 1969. Novas Rutaceae da Amazônia. Resumo em Ciência e Cultura 21(2): 436.
- ----. 1970. Uma nova espécie de Rutaceae da Amazônia. Bol. INPA, Manaus, ser. Pesq. Florestais. 8: 1-4, i fig.
- ----. 1970. Contribuição para o conhecimento das espécies amazônica do gênero Fagara (Rutaceae). Bol. INPA, Manaus, ser. Pesq. Florestais. 13: 1-22, 7 fig.
- ----. 1971. Contribuição ao estudo da nervação foliar de plantas da flora amazônica. II — Fagara prancei Albuquerque (Rutaceae). Acta Amazónica, Belém, Falângula. 1 (1): 11-13, 1 fig.
- ----. 1971. Nota prévia sobre Rutaceae nova da Amazônia. Acta Amazónica, Belém, Falângula. 1 (1): 24 pp.
- ----. 1971. Contribuição ao conhecimento das Aspidosperma da Amazônia brasileira (Apocynaceae): Aspidosperma carapanauba Pichon, A. marcgravianum Woodson e A. oblongum A. DC. Acta Amazónica, Belém, Falângula, 1 (3): 9-20, 55 fig.
- ----. 1972. Contribuição ao estudo da nervação foliar de plantas da flora amazônica. III — Cinco espécies do gênero Abuta (Menispermaceae).Acta Amazónica, Belém, Falângula, 2 (1): 21-22, 5 est.
- ----. 1972. Rutaceae nova da Amazônia. Acta Amazónica, Belém, Falângula, 2 (2): 49-54, 2 fig, 2 gráf.
- ----. 1973. Contribuição ao conhecimento de Couma macrocarpa Barb. Rodr. e C. utilis (Mart.) M. Arg. (Apocynaceae) da Amazônia. Acta Amazónica, Belém, Falângula, 3 (2): 7-15, 4 fig.
- Anderson, ab; gt Prance, bwp Albuquerque. 1975. Estudos sobre a vegetação das campinas amazônicas III. A vegetação lenhosa da campina da Reserva Biológica do INPA — SUFRAMA. Acta Amazónica, 5 (3): 225-246, 7 fig, 4 fot.
- Albuquerque, bwp; plb Lisboa. 1975. Revisão taxonômica das espécies amazônicas de Rhizophoraceae. Acta Amazónica, 5 (1): 5-22, 5 cartas y 1 gráfico
- ----. 1976. Crescimento de plântulas de cardeiro (Scleronema micrantum (Ducke) Ducke) — Bombacaceae da Amazônia. Ciência e Cultura, 28 (8): 948-949.
- ----. 1976. Contribuição ao estudo da nervação foliar de plantas da flora amazônica. IV — Martinella obovata (H. B. K.) Bur. & K. Schum. e Periarrabidaea truncata A Samp. (Bignoniaceae). Acta Amazónica 6 (2): 151-154.
- ----. 1979. Notas adicionais sobre Spiranthera guianensis Sandwith (Rutaceae — Cuspariae) — Nova para o Brasil. Acta Amazónica 9 (4): 641-644, 2 fig.
- ----. 1981. Plantas forrageiras da Amazônia I — Aquáticas flutuantes livres. Acta Amazónica 11 (3) 457-471.
- ----. 1981. Anatomia do lenho de 4 espécies de Zanthoxylum Linnaeus (Rutaceae) da Amazônia. Acta Amazónica 11 (4): 809-820.
- ----. 1981. Novas combinações em Angustura Roemer & Schultes (Rutaceae). Acta Amazónica 11(4): 849-852.
- ----. 1984. Nova espécie de Angustura Roemer & Schultes (Rutaceae — Cusparieae) da Amazônia. Resumo do XXXV Congresso Nacional de Botânica, Manaus- Amazonas, p. 167.

### Libros
- Prance, gt; mf Silva, bwp Albuquerque, la Mchargue, m Macedo, pn Conceiçao, rc Lisboa, rco Vilhena, ma Falcao, accc Silveira, lmm Carreira, ij Araújo, plb Lisboa, mmm Braga, pi Braga. 1975. Árvores de Manaus. Belém, Ed. Falângula. 312 pp. 147 fotos
- ----. 1976. Revisão taxonômica das Rutaceae do Estado do Amazonas. Acta Amazónica 6(3) (Supl.): 1- 67 p.
- ----; plb Lisboa. 1977. Algumas plantas utilizadas como forrageiras ou com possibilidades do seu uso na agropecuária na Amazônia. INPA/SUFRAMA, 62 pp. 29 fig.
- ----. 1985. Rutaceae. Em Flora do Estado de Goiás. Coleção Rizzo. Goiânia, Ed. Universidade Federal de Goiás, v. 6, 36 pp. il.

- La abreviatura «Albuq.» se emplea para indicar a Byron Wilson Pereira de Albuquerque como autoridad en la descripción y clasificación científica de los vegetales.[4]